# Sông Waeapo
Sông Waeapo là một con sông chảy trên đảo Buru, Maluku, Indonesia. Đây là một trong những con sông chính của hòn đảo, chảy về Biển Banda ở phía đông bắc đảo.

## Lịch sử
Sau cuộc thanh trừng cộng sản vào thập niên 1960, hàng nghìn tù nhân chính trị bị tống giam ở Buru, hầu hết họ bị giam quanh lưu vực sông Waeapo. Điều này một phần là do đặc trưng địa hình lưu vực sông, được bao quanh bởi những vách đá dựng đứng liên tục. Vì tàu bè có thể qua lại được dòng sông nên nó thường được dùng để vận chuyển tù nhân vào đất liền. Hạ lưu sông Waeapo sau đó trở thành nơi đến của những người di cư Java, với hơn 20.000 cư dân chuyển đến các vùng định cư trên vùng bãi bồi của sông Waeapo và lập các ruộng lúa. Lưu vực Waeapo là nơi tập trung gần như toàn bộ nền nông nghiệp lúa gạo ở Buru.
Kể từ năm 2012, do các hoạt động khai thác vàng ở một ngọn núi gần đó, thủy ngân bắt đầu ngấm vào sông, mặc dù các số đo năm 2015 cho thấy mức độ chấp nhận được. Việc khai thác vàng bất hợp pháp tiếp tục gây ô nhiễm dòng sông và các nhánh với thủy ngân. Vào tháng 8 năm 2020, việc xây dựng đập bắt đầu trên sông để cung cấp nước cho hệ thống thủy lợi và sản lượng điện dự kiến là 8 MW.

## Địa lý

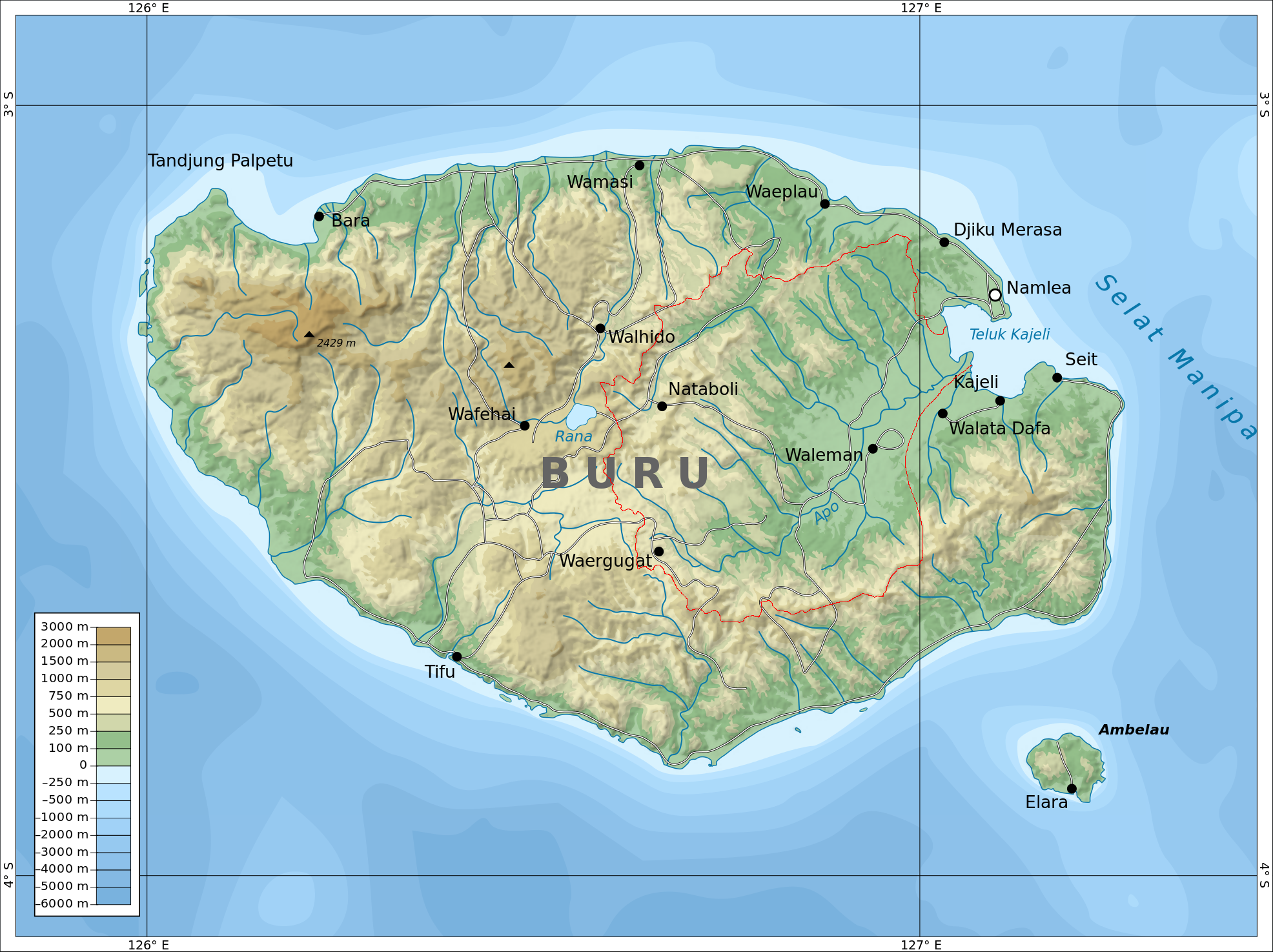
Sông Waeapo ("Apo") chảy đến "Teluk Kajeli" trên bờ biển phía đông bắc Buru. Đường màu đỏ đánh dấu ranh giới đường phân nước xấp xỉ.

Lưu vực sông tạo thành một đồng bằng phù sa ở phía đông bắc hòn đảo, bao gồm vùng Waeapo của huyện Buru. Đây là đồng bằng phù sa lớn nhất ở Buru, với diện tích lưu vực khoảng 1.800 km. Sông chảy vào Vịnh Kayeli ở phía đông bắc hòn đảo, được nối với biển Banda. Dòng sông ngập lụt hàng năm vào thời điểm gió mùa.
Cửa sông là một rừng ngập mặn lớn nhất trên đảo.